# Gentianella fuscicaulis
Gentianella fuscicaulis е вид растение от семейство Тинтявови (Gentianaceae). Видът е застрашен от изчезване.

## Разпространение
Разпространен е в Еквадор.